# Praça da República
Praça da República è una piazza di Viana do Castelo, nel nord del Portogallo.

## Architettura
Il centro storico di Viana do Castelo è dominato dalla rinascimentale Praça da República. La piazza, perfetto esempio di architettura cinque - seicentesca portoghese, è dominata  a sua volta dalla magnifica Fontana Rinascimentale, opera dello scultore portoghese João Lopes o Velho Sul lato destro della piazza, sorge Il Paços do Concelho, il municipio di Viana do Castelo. Il palazzo, chiamato anche "castello cittadino" per le sue mura di severi blocchi di tufo , è ancora oggi sede del municipio della città. Nel Medioevo e nel Rinascimento, nella piazza si teneva il Merlãdo, un mercato ove si vendevano armature, elmi, fucili, lance, spade e tutto ciò che poteva servire alla popolazione di Viana per autodifendersi. La pavimentazione della piazza, risale, a parte qualche piccola modifica seicentesca l, a circa ottocento anni fa. Accanto al municipio, si trova la Casa Misericòrdia, un ex ospedale del rinascimento.